# Xerus inauris
Xerus inauris е вид бозайник от семейство Катерицови (Sciuridae).

## Разпространение
Видът е разпространен в Ботсвана, Лесото, Намибия и Южна Африка.